# Euphorbia ceratocarpa
Euphorbia ceratocarpa är en törelväxtart som beskrevs av Michele Tenore. Euphorbia ceratocarpa ingår i släktet törlar, och familjen törelväxter. Inga underarter finns listade i Catalogue of Life.

## Bildgalleri

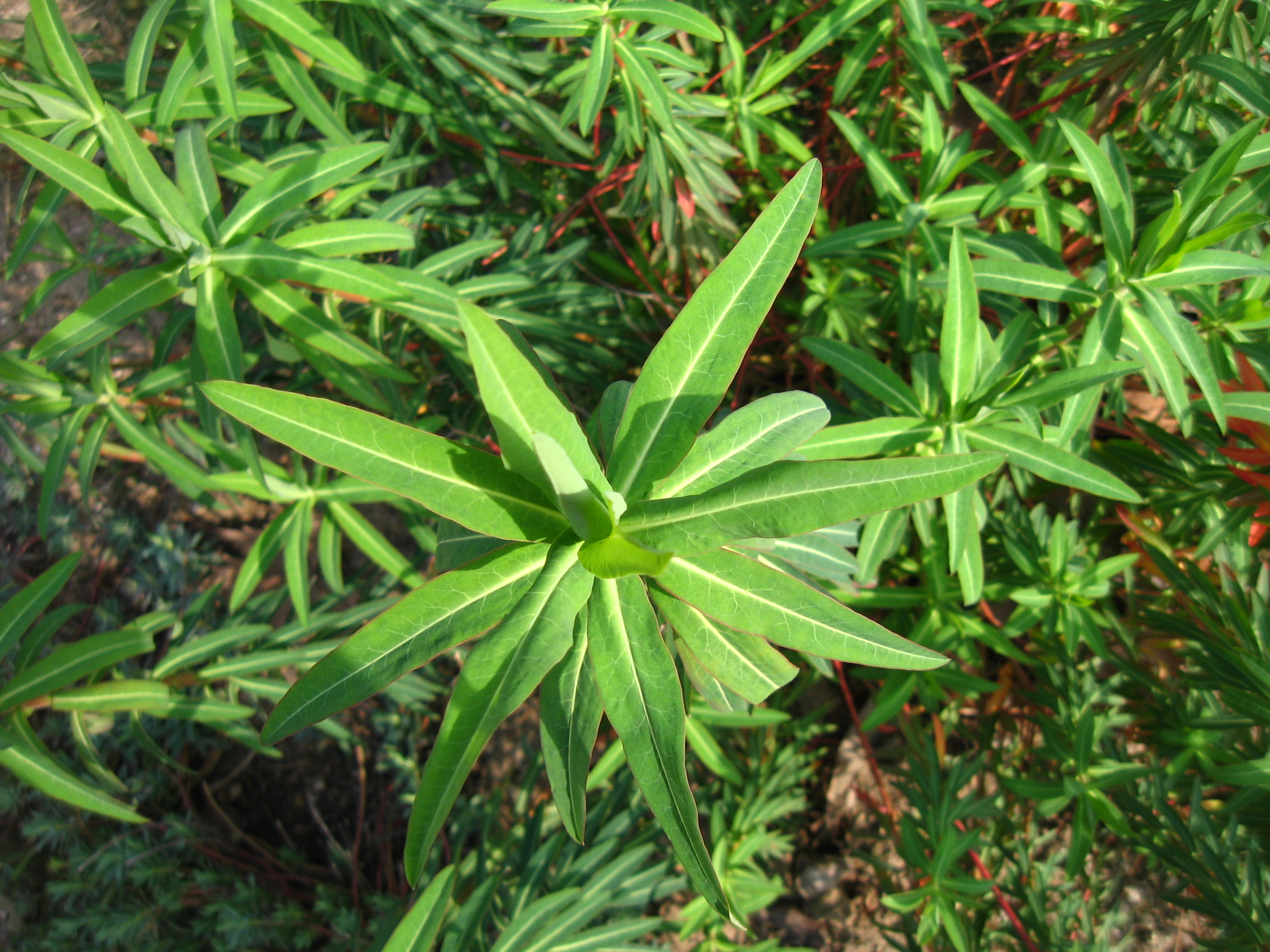